# 의성 대곡사 지장보살도
의성 대곡사 지장보살도(義城 大谷寺 地藏菩薩圖)는 대한민국 경상북도 의성군 다인면 봉정리, 대곡사에 있는 조선시대의 불화이다. 2010년 11월 11일 경상북도의 유형문화재 제426호로 지정되었다.

## 개요
의성 대곡사에 소장되어 있는 이 지장보살도는 지장보살을 중심으로 도명존자와 무독귀왕을 배치하고 육광보살과 시왕, 제석.범천, 동자, 사천왕 등 여러 眷屬을 좌우에 배치한 형식이다. 화면의 전체적인 상태는 양호한 편이며 하단 부분이 일부 손상되어 있다. 육광보살, 사천왕 등의 도상이 추가되어 전체적인 균형을 이루고 있으며 조선 후기 지장보살도에 사천왕이 등장하는 몇 안 되는 작품 중의 하나로서 의미가 크다.
화면 하단의 화기(畵記)를 통해, 1764년에 14명으로 구성된 화사집단(畵師集團)에 의해 제작되었음을 알 수 있다. 이 그림을 그린 화사(畵師)들의 면모는 이 지역 화풍의 구축과정 및 화승(畵僧)들의 이동경로 파악에 유익한 자료로서 18세기 중엽에 제작된 불화의 시기적, 지역적 화풍을 연구하는 데 미술사적인 가치가 크므로 유형문화재(有形文化財)로 지정한다.

## 참고 자료
- 의성 대곡사 지장보살도 - 국가유산청 국가유산포털